# 1887 год
1887 (ты́сяча восемьсо́т во́семьдесят седьмо́й) год  по григорианскому календарю — невисокосный год, начинающийся в субботу. Это 1887 год нашей эры, 7‑й год 9‑го десятилетия XIX века 2‑го тысячелетия, 8‑й год 1880‑х годов. Он закончился 138 лет назад.
| Пн | Вт | Ср | Чт | Пт | Сб | Вс |
|    |    |    |    |    | 1  | 2  |
| 3  | 4  | 5  | 6  | 7  | 8  | 9  |
| 10 | 11 | 12 | 13 | 14 | 15 | 16 |
| 17 | 18 | 19 | 20 | 21 | 22 | 23 |
| 24 | 25 | 26 | 27 | 28 | 29 | 30 |
| 31 |    |    |    |    |    |    |

| Пн | Вт | Ср | Чт | Пт | Сб | Вс |
|    | 1  | 2  | 3  | 4  | 5  | 6  |
| 7  | 8  | 9  | 10 | 11 | 12 | 13 |
| 14 | 15 | 16 | 17 | 18 | 19 | 20 |
| 21 | 22 | 23 | 24 | 25 | 26 | 27 |
| 28 |    |    |    |    |    |    |

| Пн | Вт | Ср | Чт | Пт | Сб | Вс |
|    | 1  | 2  | 3  | 4  | 5  | 6  |
| 7  | 8  | 9  | 10 | 11 | 12 | 13 |
| 14 | 15 | 16 | 17 | 18 | 19 | 20 |
| 21 | 22 | 23 | 24 | 25 | 26 | 27 |
| 28 | 29 | 30 | 31 |    |    |    |

| Пн | Вт | Ср | Чт | Пт | Сб | Вс |
|    |    |    |    | 1  | 2  | 3  |
| 4  | 5  | 6  | 7  | 8  | 9  | 10 |
| 11 | 12 | 13 | 14 | 15 | 16 | 17 |
| 18 | 19 | 20 | 21 | 22 | 23 | 24 |
| 25 | 26 | 27 | 28 | 29 | 30 |    |

| Пн | Вт | Ср | Чт | Пт | Сб | Вс |
|    |    |    |    |    |    | 1  |
| 2  | 3  | 4  | 5  | 6  | 7  | 8  |
| 9  | 10 | 11 | 12 | 13 | 14 | 15 |
| 16 | 17 | 18 | 19 | 20 | 21 | 22 |
| 23 | 24 | 25 | 26 | 27 | 28 | 29 |
| 30 | 31 |    |    |    |    |    |

| Пн | Вт | Ср | Чт | Пт | Сб | Вс |
|    |    | 1  | 2  | 3  | 4  | 5  |
| 6  | 7  | 8  | 9  | 10 | 11 | 12 |
| 13 | 14 | 15 | 16 | 17 | 18 | 19 |
| 20 | 21 | 22 | 23 | 24 | 25 | 26 |
| 27 | 28 | 29 | 30 |    |    |    |

| Пн | Вт | Ср | Чт | Пт | Сб | Вс |
|    |    |    |    | 1  | 2  | 3  |
| 4  | 5  | 6  | 7  | 8  | 9  | 10 |
| 11 | 12 | 13 | 14 | 15 | 16 | 17 |
| 18 | 19 | 20 | 21 | 22 | 23 | 24 |
| 25 | 26 | 27 | 28 | 29 | 30 | 31 |

| Пн | Вт | Ср | Чт | Пт | Сб | Вс |
| 1  | 2  | 3  | 4  | 5  | 6  | 7  |
| 8  | 9  | 10 | 11 | 12 | 13 | 14 |
| 15 | 16 | 17 | 18 | 19 | 20 | 21 |
| 22 | 23 | 24 | 25 | 26 | 27 | 28 |
| 29 | 30 | 31 |    |    |    |    |

| Пн | Вт | Ср | Чт | Пт | Сб | Вс |
|    |    |    | 1  | 2  | 3  | 4  |
| 5  | 6  | 7  | 8  | 9  | 10 | 11 |
| 12 | 13 | 14 | 15 | 16 | 17 | 18 |
| 19 | 20 | 21 | 22 | 23 | 24 | 25 |
| 26 | 27 | 28 | 29 | 30 |    |    |

| Пн | Вт | Ср | Чт | Пт | Сб | Вс |
|    |    |    |    |    | 1  | 2  |
| 3  | 4  | 5  | 6  | 7  | 8  | 9  |
| 10 | 11 | 12 | 13 | 14 | 15 | 16 |
| 17 | 18 | 19 | 20 | 21 | 22 | 23 |
| 24 | 25 | 26 | 27 | 28 | 29 | 30 |
| 31 |    |    |    |    |    |    |

| Пн | Вт | Ср | Чт | Пт | Сб | Вс |
|    | 1  | 2  | 3  | 4  | 5  | 6  |
| 7  | 8  | 9  | 10 | 11 | 12 | 13 |
| 14 | 15 | 16 | 17 | 18 | 19 | 20 |
| 21 | 22 | 23 | 24 | 25 | 26 | 27 |
| 28 | 29 | 30 |    |    |    |    |

| Пн | Вт | Ср | Чт | Пт | Сб | Вс |
|    |    |    | 1  | 2  | 3  | 4  |
| 5  | 6  | 7  | 8  | 9  | 10 | 11 |
| 12 | 13 | 14 | 15 | 16 | 17 | 18 |
| 19 | 20 | 21 | 22 | 23 | 24 | 25 |
| 26 | 27 | 28 | 29 | 30 | 31 |    |

## События
- 13 марта — в Санкт-Петербурге на Невском проспекте арестован народоволец Василий Генералов, намеревавшийся совершить покушение на императора Александра III[1].
- 9 июня — землетрясение в городе Верный (ныне Алма-Ата); разрушены 1799 каменных и 839 деревянных зданий, около 800 погибших[2].
- 18 июня — в Берлине подписан секретный «Договор перестраховки» между Россией и Германией, в соответствии с которым стороны обещали друг другу благожелательный нейтралитет в случае нападения третьей страны.
- 1 июля — циркуляр министра просвещения И. Д. Делянова О сокращении гимназического образования («О кухаркиных детях»).
- 26 июля — Людвик Заменгоф опубликовал Unua libro — первое описание Эсперанто.
- 26 сентября — Сиам и Япония установили дипломатические отношения[3].
- 28 сентября — наводнение, вызванное разливом Жёлтой реки (Хуанхэ); сотни тысяч погибших.
- 1 декабря — в Пекине заключён Договор между Королевством Португалия и маньчжурской Империей Цин о статусе Макао[4].

### Без точных дат
- Британская королева Виктория провозглашена императрицей Индии.
- В Российской империи принят закон об ограничении гласности суда.
- Образована Средиземноморская Антанта, участниками которого были Италия, Австро-Венгрия и Великобритания.
- Союз Трёх императоров между Россией, Германией и Австро-Венгрией прекратил своё существование.

## Родились
См. также: Категория:Родившиеся в 1887 году
- 19 января — Дьюла Альпари, венгерский коммунистический политический деятель и журналист (ум. 1944).
- 21 января — Джордж Везина, профессиональный канадский хоккеист, вратарь (ум. 1926).
- 24 января — Константин Алексеевич Калинин, советский авиаконструктор и пилот (расстрелян 1938).
- 28 января — Артур Рубинштейн, польский и американский пианист и музыкально-общественный деятель (ум. 1982).
- 29 января — Дмитрий Григорьевич Богров, российский анархист, осуществивший удавшееся покушение на П. А. Столыпина (казнен 1911).
- 9 февраля — Василий Иванович Чапаев, российский военачальник, участник Гражданской войны (погиб 1919).
- 23 февраля — Хейно Янович Эллер, эстонский советский композитор, скрипач, педагог (ум. 1970).
- 24 февраля
  - Бора Костич, югославский шахматист, международный гроссмейстер (1950) (ум. 1963).
  - Мэри Эллен Чейз, американская писательница, учёный и педагог (ум. 1973).
- 27 февраля — Пётр Николаевич Нестеров, русский военный лётчик (ум. 1914).
- 5 марта — Эйтор Вилла-Лобос, бразильский композитор (ум. 1959).
- 23 марта — Йозеф Чапек, чешский художник, график, фотограф, книжный иллюстратор, эссеист (ум. 1945).
- 26 марта — Михаил Ильич Евдокимов-Рокотовский — советский учёный-строитель (строительство железных дорог, мостов, туннелей), профессор нескольких вузов СССР (ум. 1967).
- 9 мая — Николай Мельницкий, российский спортсмен, стрелок, серебряный призёр Олимпийских игр 1912 года в Стокгольме.
- 16 мая — Игорь Северянин, русский поэт «Серебряного века» (ум. 1941).
- 24 мая — Мик Мэннок, самый результативный ас Британской империи в Первой мировой войне (ум. 1918).
- 7 июня — Сидор Артемьевич Ковпак, командир Путивльского партизанского отряда и соединения партизанских отрядов Сумской области, член нелегального ЦК КП(б) Украины, генерал-майор (ум. 1967).
- 6 июля — Марк Захарович Шагал, российский, белорусский и французский художник и график еврейского происхождения. Один из самых известных представителей художественного авангарда XX века (ум. 1985).
- 17 августа
  - Карл I, последний император Австрии и король Венгрии в 1916—1918 годах (ум. 1922).
  - Адриан Фоккер, голландский физик (ум. 1972).
- 23 августа — Фридрих Артурович Цандер, советский учёный и изобретатель, один из пионеров ракетной техники (ум. 1933).
- 6 октября — Ле Корбюзье, французский архитектор, художник, теоретик архитектуры и градостроительства, лидер архитектуры модернизма (ум. 1965).
- 22 октября — Джон Рид, американский журналист, автор знаменитой книги «Десять дней, которые потрясли мир» (ум. 1920).
- 3 ноября — Самуил Яковлевич Маршак, советский поэт и переводчик (ум. 1964).
- 24 ноября — Эрих фон Манштейн, немецкий генерал-фельдмаршал, участник Первой и Второй мировых войн, военный преступник (ум. 1973).
- 25 ноября — Николай Иванович Вавилов, русский и советский учёный-генетик, ботаник, селекционер, химик, географ, общественный и государственный деятель (ум. 1943).
- 13 декабря — Дьёрдь Пойа, венгерский, швейцарский и американский математик (ум. 1985).

## Скончались
См. также: Категория:Умершие в 1887 году

Крамской И. Н.

- 31 января — Семён Яковлевич Надсон, русский поэт (род. 1862).
- 17 февраля — Владимир Георгиевич Глики, русский медик, приват-доцент Московского университета; доктор медицины (род. 1847).
- 27 февраля — Александр Порфирьевич Бородин, русский композитор и химик (род. 1833).
- 19 марта — Юзеф Игнацы Крашевский, польский писатель, публицист, историк (род. 1812).
- 5 апреля — Иван Николаевич Крамской, русский живописец и рисовальщик, мастер жанровой, исторической и портретной живописи; художественный критик (род. 1837).
- 11 мая — Мариан Лангевич, диктатор Польского восстания 1863—1864 годов (род. 1827).
- 30 мая — Фридрих Вильгельм Вольф, немецкий скульптор (род. 1816).
- 5 июня — Иван Романович Пастернацкий,  российский психиатр и педагог; профессор Варшавского университета; доктор медицины (род. 1848)[5].
- 1 августа — Михаил Никифорович Катков, русский публицист, издатель, литературный критик, редактор «Русского вестника» (род. 1818).
- 30 августа — Матвей Фёдорович Глаголев, русский военврач, доктор медицины, участник Крымской войны (р. 1828).
- 22 ноября — Арнольд Борисович Думашевский, российский юрист-цивилист, писатель и благотворитель (род. 1835)[6].
- 15 декабря — Карл Йегер (род. 1833), немецкий художник, мастер исторической живописи; профессор Нюрнбергской Академии изобразительных искусств[7].